# Квинт Мамилий Туррин
Квинт Мами́лий Турри́н (лат. Quintus Mamillius Turrinus; умер после 206 года до н. э.) — римский военачальник и политический деятель из плебейского рода Мамилиев, претор 206 года до н. э.
В 207 году до н. э. Квинт Мамилий занимал должность плебейского эдила. По словам Тита Ливия, плебс так полюбил его за продление игр, что в том же году избрал претором. В начале преторского года (206 до н. э.) Туррин получил по результатам жеребьёвки председательство в суде по делам иностранцев; позже сенат направил его в Цизальпийскую Галлию, чтобы наказать галлов, поддержавших в своё время Гасдрубала Баркида.